# Induktor (Genetik)
Als Induktor wird in der Genetik ein Molekül bezeichnet, das die Transkription regulierter Gene steigert. Der Induktor bindet an ein Repressorprotein, das sich daraufhin von seiner Bindungsstelle auf der DNA, dem Operator, löst. Dadurch kann die RNA-Polymerase an den Promotor binden und die Transkription einleiten. Das genetische Konzept des Induktors wurde von Jacob und Monod 1961 ausführlich behandelt.

## Beispiele
- Die Induktion des Lactose-Operons (lac-Operon) durch den Induktor Allolactose (ein Stoffwechselprodukt der Lactose).
- Die Induktion des tet-Operons durch das Antibiotikum Tetracyclin.